# Aïre
Pour les articles homonymes, voir Aire.
Aïre est un quartier situé à Vernier, dans le canton de Genève, en Suisse.
Il se trouve dans un méandre du Rhône, d'où le terme de « presqu'île » d'Aïre donné par ses habitants. Elle est également connue sous le nom de Aïre-Le-Lignon, puisque cette localité contenant peu d'habitants est très souvent associée à la Cité du Lignon.

## Étymologie
Le terme « Aïre » vient vraisemblablement de l'aire, en latin aera, qui désigne soit l'emplacement de battage des céréales, soit l'aira, ou canche, qui est une graminée fréquente sur les sols marneux et sablonneux, tel Aïre.

## Histoire
Situé sur un promontoire de la rive droite du Rhône, le site est occupé dès l'âge du bronze. Au Moyen Âge, la plupart des terres d'Aïre appartiennent au prieuré de Saint-Jean qui y prélève la dîme. Aïre relève alors de la paroisse de Saint-Gervais, puis est rattachée en 1536 à la paroisse réformée de Vernier, elle-même annexe de celle de Meyrin.

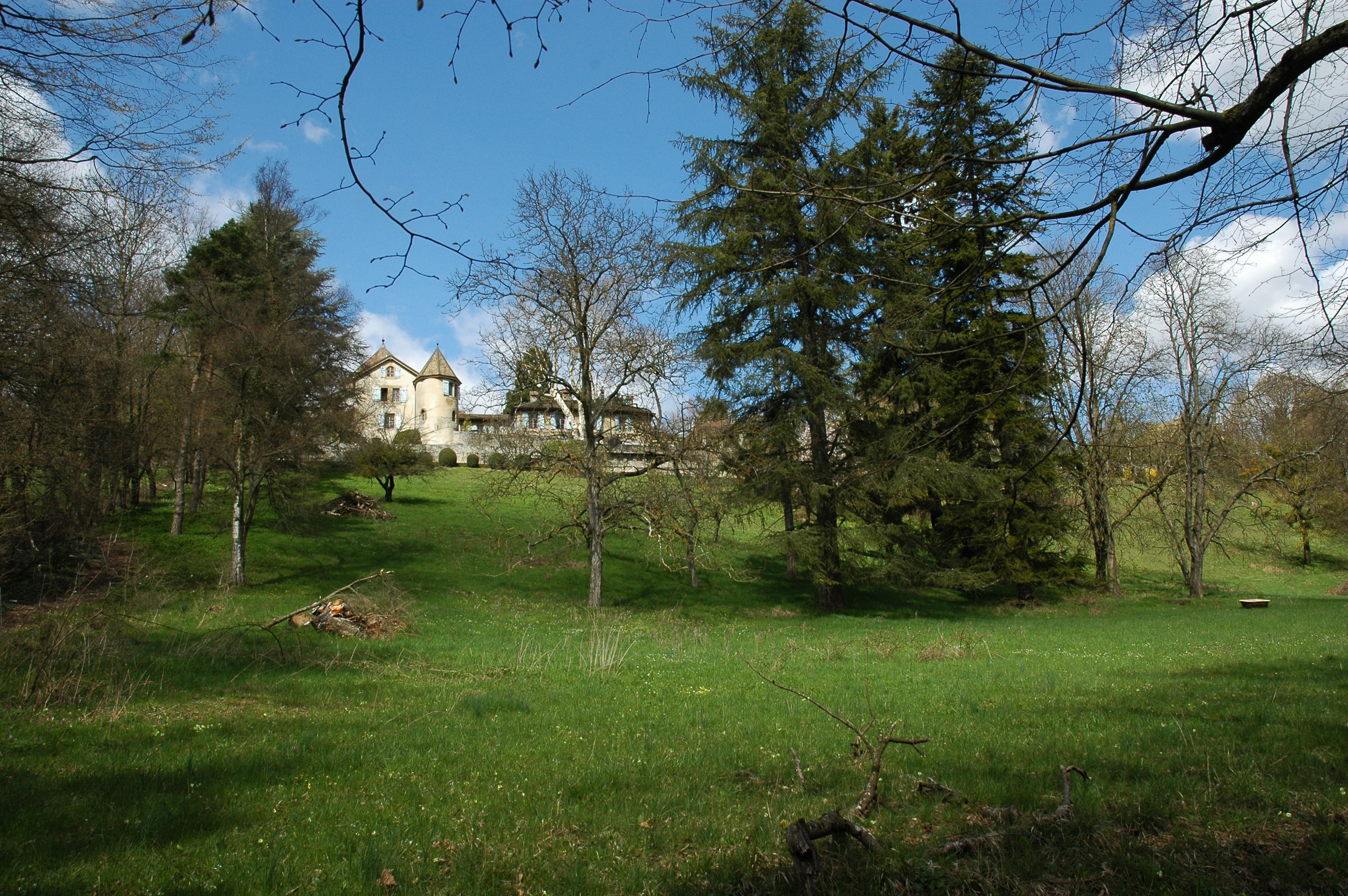
Château d'Aïre vu depuis le chemin du bord du Rhône.

Dès lors, le sort d'Aïre se confond avec celui de Vernier qui devient une commune genevoise en 1816. Aïre compte des domaines agricoles sous l'Ancien Régime, quelques orpailleurs exploitant des concessions sur le Rhône.
Les années 1930 voient s'édifier les maisons du « coin de terre » pour les familles modestes ainsi que le pont Butin qui relie Aïre au Petit-Lancy situé de l'autre côté du Rhône. La cité-jardin (1923-1924), quartier ouvrier de petites maisons avec jardin, se trouve aujourd'hui sur le territoire de la ville de Genève.
Une usine d'épuration est mise en service en 1967 alors que la cité du Lignon voit le jour durant cette même période au nord-ouest d'Aïre.
En 1959, cette ville a inauguré l'ouverture de sa première école primaire, pouvant accueillir aujourd'hui 170 élèves.

## Démographie
La population d'Aïre est en forte augmentation depuis 1990, due à la construction de nouveaux logements qui sont majoritairement des  villas.  En 2005, cette petite ville compte 2 239 habitants, représentant un peu plus de 7% de la population de Vernier.
En 2022, cette presqu'île associée avec le Lignon, contiennent ensemble 6800 habitants  ce qui représente approximativement 20% de la population de la commune. 

## Personnalités liées à Aïre
- Abbé Julio

## Sources
(août 2010).
- Martine Piguet, « Aïre » dans le Dictionnaire historique de la Suisse en ligne, version du 11 février 2005.
- Henri Golay, Recherches historiques sur Vernier et le Pays de Gex, Mairie de Vernier, 1931
- Pierre Pittard, Profil de Vernier, Mairie de Vernier, 1975
- https://edu.ge.ch/primaire/ecole/aire, consulté le 4 mai 2022 à 12h20
- http://www.fmcv.ch/aire-le-lignon/, consulté le 4 mai 2022 à 13h00